# نقص جوشکاری
عیب جوشکاری به هر عیب و نقصی گفته‌می‌شود که سودمندی یک جوش را به خطر بیندازد. انواع عیوب جوشکاری بسیار زیاد است. عیوب جوشکاری با توجه به استاندارد ISO 6520 طبقه‌بندی می‌شوند در حالی که حد قابل‌قبول آن‌ها در ISO 5817 و ISO 10042 مشخص می‌شود.

## علل عمده
با توجه به انجمن مهندسین مکانیک آمریکا (ASME)، علل عیوب جوشکاری را می‌توان به شرح زیر تقسیم کرد: ۴۱ درصد شرایط بد فرآیند، ۳۲ درصد خطای اپراتور، ۱۲ درصد تکنیک اشتباه، ۱۰ درصد مواد مصرفی نادرست، و ۵ درصد شیارهای جوش بد.

### تردی هیدروژنی
مقاله اصلی: تردی هیدروژنی

### تنش‌های پسماند
مقاله اصلی: تنش پسماند
مقدار تنشی که می‌تواند از جوشکاری ایجاد شود را می‌توان تقریباً با استفاده از فرمول زیر محاسبه کرد:
{\displaystyle E\alpha \Delta T}
که در این رابطه E مدول یانگ، α ضریب انبساط حرارتی و ΔT تغییر دما است. برای فولاد این مقدار تقریباً ۳٫۵ گیگاپاسکال (۵۱۰٬۰۰۰ پوند بر اینچ مربع) می‌باشد.

## انواع

### ترک‌ها
عیوب مربوط به شکستگی.

#### لکه‌های قوس
لکهٔ قوس، ناپیوستگی ناشی از یک قوس متشکل از هر فلز ذوب‌شدهٔ موضعی، فلزی تحت تأثیر حرارت، یا تغییر در مشخصات سطحی هر جسم فلزی است. لکه‌های قوس، منجر به حرارت موضعی فلز پایه و خنک‌شدن بسیار سریع می‌شوند. هنگامی که در خارج از ناحیهٔ موردنظر قرار می‌گیرند، ممکن است منجر به سخت‌شدن یا ترک موضعی شوند و ممکن است به عنوان مکان‌های بالقوه برای شروع شکستگی عمل کنند. در سازه‌های بارگذاری‌شده استاتیکی، لکه‌های قوس نیازی به حذف ندارند، مگر اینکه در اسناد قراردادی چنین حذفی لازم باشد. با این حال، در سازه‌های بارگذاری چرخه‌ای، احتمال دارد لکه‌های قوس منجر به تمرکز تنش شوند که برای قابلیت سرویس‌دهی چنین سازه‌هایی مضر است و باید بدون پستی و بلندی و صاف شوند و از نظر بصری برای وجود ترک بررسی شوند.

#### ترک سرد
تنش‌های پسماند می‌توانند استحکام مواد پایه را کاهش‌دهند و از طریق ترک سرد منجر به شکست فاجعه‌بار گردند. ترک سرد محدود به فولادها می‌باشد و با تشکیل مارتنزیت هنگام سردشدن جوش همراه است. ترک در ناحیهٔ متأثر از حرارت مواد پایه رخ می‌دهد. برای کاهش میزان اعوجاج و تنش‌های پسماند، مقدار حرارت ورودی باید محدود شود و توالی جوشکاری مورد استفاده نباید مستقیماً از یک سر به سری دیگر باشد، بلکه باید در چند بخش رخ دهد.
ترک سرد تنها زمانی رخ می‌دهد که تمام پیش‌شرط‌های زیر برآورده شوند:
- ریزساختار حساس (مانند مارتنزیت)
- هیدروژن موجود در ریزساختار (تردی هیدروژنی)
- محیط دمای سرویس (فشار اتمسفر معمولی): -۱۰۰ تا +۱۰۰ درجه فارنهایت
- مهار بالا

از بین بردن هر یک از این‌ها، این حالت را از بین می‌برد.

#### ترک دهانه
ترک‌های دهانه زمانی رخ می‌دهند که قوس جوش شکسته شود، اگر فلز مذاب کافی برای پر کردن حفرهٔ قوس در دسترس باشد، دهانه ایجاد می‌شود.

#### ترک کلاه
ترک‌های کلاهی نام خود را از شکل مقطع جوش گرفته‌اند، زیرا جوش در سطح جوش گشاد می‌شود. ترک از خط همجوشی شروع می‌شود و از طریق جوش گسترش می‌یابد. آن‌ها معمولاً به دلیل ولتاژ بسیار زیاد یا عدم سرعت کافی ایجاد می‌شوند.

#### ترک داغ
ترک داغ، که به عنوان ترک انجماد نیز شناخته می‌شود، می‌تواند در تمام فلزات رخ دهد و در ناحیه همجوشی جوش اتفاق می‌افتد. برای کاهش احتمال این نوع ترک خوردن، باید از مهار اضافی مواد اجتناب شود و از مواد پرکننده مناسب استفاده شود. دلایل دیگر عبارتند از: جریان جوشکاری بسیار زیاد، طراحی ضعیف اتصال که گرما را پخش نمی‌کند، ناخالصی‌ها (مانند گوگرد و فسفر)، پیش گرم شدن، سرعت بسیار زیاد و قوس‌های طولانی.

#### ترک مجاور جوش
ترک مجاور جوش که به عنوان ترک ناحیه متأثر از حرارت (HAZ) نیز شناخته می‌شود، ترکی است که در فاصله کوتاهی از خط همجوشی ایجاد می‌شود. این ترک در فولاد کم آلیاژ و پر آلیاژ رخ می‌دهد. دلایل دقیق این نوع ترک کاملاً مشخص نیست، اما مشخص است که هیدروژن محلول باید وجود داشته‌باشد. عامل دیگری که بر این نوع ترک تأثیر می‌گذارد تنش‌های داخلی ناشی از: انقباض نابرابر بین فلز پایه و فلز جوش، مهار فلز پایه، تنش‌های ناشی از تشکیل مارتنزیت و تنش‌های ناشی از رسوب هیدروژن به خارج از فلز است.

#### ترک طولی
ترک‌های طولی در طول یک مهره جوش ایجاد می‌شوند. سه نوع وجود دارد: ترک‌های ممانعتی، ترک‌های ریشه و ترک‌های خط مرکزی کامل. ترک‌های ممانعتی از سطح قابل مشاهده هستند و تا حدی به‌داخل جوش کشیده می‌شوند. آن‌ها معمولاً در اثر تنش‌های انقباضی زیاد، به‌ویژه در گذرهای نهایی، یا مکانیزم ترک داغ ایجاد می‌شوند. ترک‌های ریشه از ریشه شروع می‌شوند و تا قسمت جوش گسترش می‌یابند. آن‌ها به دلیل اندازه کوچک اولین مهره جوش، رایج‌ترین نوع ترک‌های طولی هستند. اگر به این نوع ترک اشاره نشود، معمولاً در پاس‌های جوش بعدی منتشر می‌شود، که معمولاً نحوه‌ای است که ترک‌های کامل (ترک از ریشه به سطح) ایجاد می‌شوند.

#### ترک مجدد حرارتی
ترک مجدد حرارتی نوعی ترک خوردگی است که در فولادهای HSLA، به ویژه فولادهای کروم، مولیبدن و وانادیوم در حین پس‌گرمایش رخ می‌دهد. این پدیده در فولادهای زنگ‌نزن آستنیتی نیز مشاهده شده‌است. این ناشی از شکل‌پذیری ضعیف خزش منطقهٔ تحت تأثیر گرما است. هرگونه نقص یا بریدگی موجود، تشکیل ترک را تشدید می‌کند. مواردی که به جلوگیری از ترک مجدد حرارتی کمک می‌کنند شامل عملیات حرارتی، اول با دمای پایین خیس و سپس با یک گرم‌شدن سریع به دمای بالا، سنگ‌زنی یا انفجار زبانهٔ جوش، و استفاده از روش جوشکاری دو لایه برای پالایش منطقه متأثر از حرارت ساختار دانه می‌باشند.

#### ترک‌های ریشه و گوشه
ترک ریشه، ترکی است که توسط مهره‌ای کوتاه در ریشهٔ (تهیهٔ لبه) ابتدای جوشکاری، جریانی کم در ابتدا و به‌دلیل مواد پرکنندهٔ نامناسب برای جوشکاری ایجاد می‌شود. دلیل اصلی این نوع ترک‌ها تردی هیدروژنی است. این نوع عیوب را می‌توان با استفاده از جریانی زیاد در محل شروع و مواد پرکنندهٔ مناسب برطرف کرد. ترک گوشه، که به‌دلیل رطوبت موجود در ناحیهٔ جوشکاری‌شده رخ می‌دهد، بخشی از ترک سطحی می‌باشد بنابراین به‌راحتی می‌توان آن را تشخیص داد. برای از بین‌بردن این نوع عیوب، پیش‌گرم کردن و تشکیل مفصل مناسب از امور ضروری است.

#### ترک عرضی
ترک‌های عرضی عمود بر جهت جوش هستند. این‌ها عموماً نتیجه تنش‌های انقباض طولی هستند که بر روی فلز جوش با شکل‌پذیری کم اثر می‌کنند. ترک‌های دهانه زمانی در دهانه ایجاد می‌شوند که قوس جوش پیش از موعد به پایان برسد. ترک‌های دهانه معمولاً کم عمق هستند، ترک‌های داغ معمولاً ترک‌های منفرد یا ستاره‌ای را تشکیل می‌دهند. این ترک‌ها معمولاً از یک لوله دهانه شروع می‌شوند و به صورت طولی در دهانه گسترش می‌یابند. با این حال، آن‌ها ممکن است به ترک‌های طولی جوش در بقیه قسمت‌های جوش منتشر شوند.

### اعوجاج
روش‌های جوشکاری که شامل ذوب فلز در محل اتصال می‌شوند، لزوماً با سردشدن فلز گرم‌شده، مستعد انقباض هستند. سپس انقباض باعث ایجاد تنش‌های پسماند و اعوجاج می‌شود. اعوجاج می‌تواند مشکل بزرگی ایجاد کند، زیرا محصول نهایی شکل مطلوبی ندارد. برای کاهش انواع خاصی از اعوجاج، می‌توان قطعات کار را به‌گونه‌ای جابجا کرد که پس از جوشکاری، محصول شکل صحیحی پیدا کند. تصاویر زیر انواع مختلف اعوجاج جوشکاری را شرح می‌دهند:

انقباض عرضی
اعوجاج زاویه ای
جمع شدگی طولی
اعوجاج فیله
اعوجاج محور خنثی

### آخال گاز
آخال‌های گاز طیف گسترده‌ای از عیوب است که شامل تخلخل، سوراخ‌های دمشی و لوله‌ها (یا کرم‌چاله‌ها) می‌شود. علت اصلی آخال گاز، گیر افتادن گاز در داخل جوش جامد است. تشکیل گاز می‌تواند به‌واسطهٔ هر یک از دلایل زیر باشد: محتوای بالای گوگرد در قطعهٔ کار یا الکترود، رطوبت بیش از حد الکترود یا قطعهٔ کار، قوس بسیار کوتاه، یا جریان یا قطبیت اشتباه جوشکاری.

### آخال‌ها
دو نوع آخال وجود دارد: آخال‌های خطی و آخال‌های گرد. آخال‌ها می‌توانند مجزا یا تجمعی باشند. آخال‌های خطی زمانی اتفاق می‌افتند که سرباره یا شار در جوش وجود داشته باشد. سرباره از استفاده از شار تشکیل می‌شود، به همین دلیل است که این نوع عیب معمولاً در فرآیندهای جوشکاری که از شار استفاده می‌کنند، مانند جوشکاری قوسی فلز پوشش‌دار، جوشکاری قوسی با مفتول تو پودری، و جوشکاری زیرپودری رخ می‌دهد، اما می‌تواند در جوشکاری قوسی با گاز محافظ رخ دهد. این عیب معمولاً در جوش‌هایی رخ می‌دهد که نیاز به پاس‌های متعدد دارند و همپوشانی ضعیفی بین جوش‌ها وجود دارد. همپوشانی ضعیف اجازه نمی‌دهد که سرباره جوش قبلی ذوب شود و تا بالای مهره جوش جدید بالا رود. همچنین اگر جوش قبلی یک سطح زیرین یا ناهموار ایجاد کند، ممکن است رخ دهد. برای جلوگیری از آخال سرباره، سرباره باید از طریق سنگ زنی، برس زدن سیمی یا براده برداری از مهره جوش بین مسیرها تمیز شود.
آخال‌های جداشده زمانی رخ می‌دهند که زنگ زدگی یا مقیاس آسیاب روی فلز پایه وجود داشته باشد.

### عدم ادغام و نفوذ ناقص
عدم همجوشی، چسبندگی ضعیف مهره جوش به فلز پایه است. نفوذ ناقص مهره جوشی است که از ریشه شیار جوش شروع نمی‌شود. نفوذ ناقص، کانال‌ها و شکاف‌هایی را در ریشه جوش ایجاد می‌کند که می‌توانند باعث ایجاد مشکلات جدی در لوله‌ها شوند زیرا مواد خورنده می‌توانند در این مناطق ته‌نشین شوند. این نوع عیوب زمانی رخ می‌دهند که رویه‌های جوشکاری رعایت نشود. دلایل احتمالی شامل تنظیم جریان، طول قوس، زاویه الکترود، و دستکاری الکترود است. نقص‌ها می‌توانند متنوع باشند و می‌توان آن‌ها را به بحرانی یا غیربحرانی طبقه‌بندی کرد. تخلخل (حباب) در جوش معمولاً تا حد معینی قابل‌قبول است. وجود سرباره، زیربرش و ترک معمولاً غیرقابل قبول است. برخی از تخلخل‌ها، ترک‌ها، و آخال‌های سرباره قابل مشاهده هستند و ممکن است نیازی به بازرسی بیشتر برای حذف آن‌ها نداشته باشند. عیوب کوچکی مانند این‌ها را می‌توان با آزمایش مایع نافذ (بررسی رنگ) تأیید کرد. آخال‌ها و ترک‌های سرباره درست زیر سطح را می‌توان با بازرسی ذرات مغناطیسی کشف کرد. عیوب عمیق‌تر را می‌توان با استفاده از تکنیک‌های رادیوگرافی (اشعه ایکس) و/یا اولتراسوند (امواج صوتی) تشخیص داد.

### پارگی لایه‌ای
پارگی لایه‌ای نوعی عیب جوشکاری است که در صفحات فولادی نورد شده که به‌دلیل نیروهای انقباض عمود بر روی ورق‌ها به یکدیگر جوش داده شده‌اند، رخ می‌دهد. از دهه ۱۹۷۰، تغییرات در شیوه‌های تولید که میزان گوگرد مصرفی را محدود می‌کند، بروز این مشکل را تا حد زیادی کاهش داده‌است.

پارگی لایه‌ای عمدتاً به دلیل آخال‌های گوگردی در مواد ایجاد می‌شود. علل دیگر عبارتند از هیدروژن اضافی در آلیاژ. این عیب را می‌توان با نگه‌داشتن مقدار گوگرد به زیر ۰/۰۰۵ درصد در آلیاژ فولاد کم کرد. افزودن عناصر خاکی کمیاب، زیرکونیوم یا کلسیم به آلیاژ برای کنترل پیکربندی آخال‌های گوگرد در سراسر شبکه فلزی نیز می‌تواند مشکل را کاهش دهد.

اصلاح فرایند ساخت و ساز برای استفاده از قطعات ریخته‌گری یا آهنگری به جای قطعات جوش داده شده می‌تواند این مشکل را برطرف کند، زیرا پارگی لایه‌ای فقط در قطعات جوش داده شده رخ می‌دهد.

### زیربرش
زیربری زمانی است که جوش، ضخامت سطح مقطع فلز پایه را کاهش می‌دهد و باعث کاهش استحکام جوش و قطعهٔ کار می‌شود. یکی از دلایل این نوع نقص جریان بیش از حد است که باعث ذوب‌شدن لبه‌های اتصال و تخلیه به داخل جوش می‌شود. این یک اثر تخلیه‌مانند در طول جوش باقی می‌گذارد. دلیل دیگر این است که از تکنیک ضعیفی استفاده شود که فلز پرکننده کافی را در امتداد لبه‌های جوش رسوب ندهد. دلیل سوم استفاده از فلز پرکننده نادرست است، زیرا شیب دمایی بیشتری را بین مرکز جوش و لبه‌ها ایجاد می‌کند. دلایل دیگر عبارتند از: زاویه الکترود بسیار کوچک، الکترود مرطوب، طول قوس بیش از حد، و سرعت کم.

### کتابشناسی - فهرست کتب
- Cary, Howard B.; Helzer, Scott C. (2005), Modern Welding Technology, Upper Saddle River, New Jersey: Pearson Education, ISBN 0-13-113029-3.
- Raj, Baldev; Jayakumar, T.; Thavasimuthu, M. (2002), Practical non-destructive testing (2nd ed.), Woodhead Publishing, ISBN 978-1-85573-600-9.
- Rampaul, Hoobasar (2003), Pipe welding procedures (2nd ed.), Industrial Press, ISBN 978-0-8311-3141-8.
- Moreno, Preto (2013), Welding Defects (1st ed.), Aracne, ISBN 978-88-548-5854-1.
- Weman, Klas (2003), Welding processes handbook, New York, NY: CRC Press, ISBN 0-8493-1773-8.